# Knowltonia alleni
Knowltonia alleni är en skalbaggsart som först beskrevs av Mont A. Cazier 1938.  Knowltonia alleni ingår i släktet Knowltonia och familjen praktbaggar. Inga underarter finns listade i Catalogue of Life.